# David Korn
Pour les articles homonymes, voir Korn (homonymie).
David Korn est un informaticien américain, connu pour avoir créé le korn shell, un interpréteur de commandes pour systèmes UNIX disposant d'un langage de script, qui est devenu un standard de fait sur ces systèmes.
Il est diplômé en mathématiques en 1965, et a reçu son Ph.D. en mathématiques appliquées en 1969 à l'université de New York. Il travaille aux Laboratoires Bell depuis 1976. Il a développé le korn shell en réponse aux problèmes rencontrés par lui et ses collègues avec le bourne shell et le C shell. La première version est sortie en 1983. Une version a été rendue publique en 1986 en tant qu'« outil expérimental » (Experimental toolchest), puis David Korn a sorti une nouvelle version en 1993 appelée ksh93. 
Il est resté dans les Laboratoires Bell jusqu'en 1996, AT&T ayant gardé les droits du ksh. Il a aussi créé UWIN, un package permettant de porter sous Microsoft Windows des programmes écrits pour Unix.